# 金仲麟
金仲麟（キム・ジュンリン、1923年12月7日 - 2010年4月28日）は、朝鮮民主主義人民共和国（北朝鮮）の政治家。朝鮮労働党中央委員会政治局委員、中央人民委員会委員、朝鮮労働党党書記（対南担当）、朝鮮労働党統一戦線部部長などを歴任。 対南工作担当書記として、工作活動に従事した。

## 経歴
1924年に平安北道碧潼郡で生まれる。1945年まで中国で共産主義運動に参加した。1947年に中央党学校を卒業すると、地方の党役職に就く。1953年にマルクス・レーニン主義学院卒業。1958年に朝鮮労働党の党文化部長になる。1961年に朝鮮労働党中央委員会委員候補に選出され、1962年10月より最高人民会議代議員を務める。1969年4月に党書記（対南担当）になる。1970年に党中央委員会政治局委員に選出された。1975年に金正日によって行われた工作部門の査察によって、工作資金を無駄にしていたことが発覚。金正日から叱責され、南朝鮮研究所所長に左遷された。1977年11月に朝鮮労働党統一戦線部部長になる。1980年10月に党中央委員会政治局委員に、1980年10月に党書記（対南担当）に復帰した。韓国に対する対南工作（ラングーン爆弾テロ事件）に失敗して一時期、失脚した。1986年8月に朝鮮中央通信社の社長になる。1988年11月に党書記（勤労団体担当）として復帰する。2010年4月28日に心筋梗塞のため死去。